# Pin quang điện hóa
Pin quang điện hóa (photovoltaic cell) là hệ điện hóa có khả năng tích trữ năng lượng mặt trời (quang năng) thành dạng năng lượng hóa học (hóa năng) để tái sử dụng. Pin quang hóa thực chất là một hệ điện hóa kép có cấu tạo gồm 2 phần. Phần thứ nhất là hệ quang điện phân. Phần thứ hai là hệ pin điện hóa thông thường.

## Hệ quang điện phân
Hệ quang điện phân là phần có nhiệm vụ chuyển hóa và tích trữ quang năng thành hóa năng. Nó cũng là phần quan trọng nhất của pin quang điện hóa, có cấu tạo là một hệ điện hóa, gồm 2 điện cực anot và catot đặt trong một dung dịch điện giải nhất định (điện dịch). Điểm khác biệt là 2 điện cực này không phải làm bằng kim loại mà làm bằng các vật liệu bán dẫn. Điện cực anot làm bằng vật liệu bán dẫn loại n còn điện cực catot làm bằng bán dẫn loại p, chúng được nối với nhau bằng một mạch điện ngoài.
Khi chiếu ánh sáng lên hai điện cực, sẽ xảy ra hiện tượng quang điện. Kết quả là các điện tử sẽ bị bứt ra khỏi anot và chuyển dời theo mạch ngoài đến catot, sinh ra dòng điện. Tại một mức điện áp nhất định, trên các điện cực sẽ xảy ra phản ứng điện phân, sinh ra các hóa chất giàu năng lượng. Các hóa chất giàu năng lượng này đóng vai trò tích lũy năng lượng.
Thực tế hệ quang điện phân có cấu tạo rất tinh vi và có kích thước rất nhỏ (cỡ nm). Một pin quang điện hóa có từ hàng trăm nghìn đến hàng triệu hệ quang điện phân nhỏ. Để giảm tối đa điện trở của mạch ngoài, mạch ngoài thường chỉ là 1 đơn tinh thể kim loại gồm vài trăm đến vài chục nghìn nguyên tử. Các điện cực cũng có kích thước rất nhỏ. Thời gian sống và chu kì làm việc của hệ quang điện phân cũng không lớn (vài chục giờ so với vài năm của pin mặt trời thông thường). Đây cũng là điểm yếu lớn nhất của pin quang điện hóa mà với trình độ khoa học hiện tại chưa giải quyết được.

## Hệ pin điện hóa
Các hóa chất giàu năng lượng sau khi được sinh ra từ hệ quang điện phân sẽ tái phóng năng lượng trong hệ pin điện hóa. Tại đây các hóa chất này sẽ tham gia phản ứng oxy hóa - khử trên các điện cực và chuyển hóa thành điện năng ở mạch ngoài.

## Hướng nghiên cứu
Hiện tại pin quang điện hóa được quan tâm nghiên cứu nhất là loại pin sử dụng bức xạ Mặt Trời để điện phân nước biển thành nhiên liệu cơ bản là Hydro và Oxy. Sự thành công của hướng nghiên cứu này được đánh giá là sẽ giúp cho nhân loại thoát khỏi nguy cơ cạn kiệt năng lượng và tình trạng ô nhiễm môi trường. Bởi vì nguồn bức xạ Mặt Trời sẽ là vô tận trong nhiều tỷ năm nữa, còn Hydro là loại nhiên liệu không gây sản sinh ra khí nhà kính. Các nghiên cứu đã thành công bước đầu song vẫn còn nhiều việc phải làm.